# Condorcet (Drôme)
Condorcet é uma comuna francesa na região administrativa de Auvérnia-Ródano-Alpes, no departamento de Drôme. Estende-se por uma área de 22,44 km². Em 2010 a comuna tinha 497 habitantes (densidade: 22,1 hab./km²).